# Chrašťany

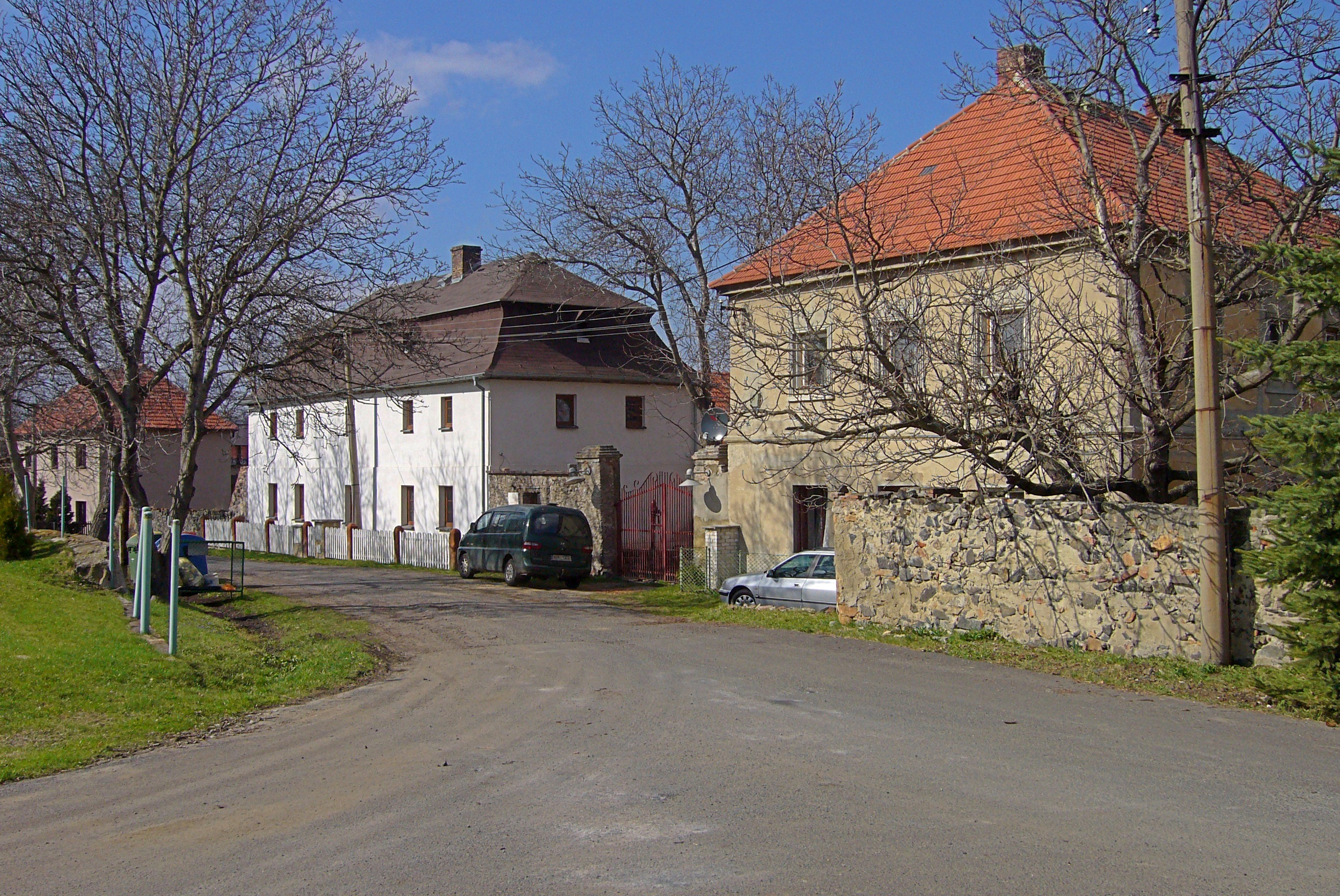
Gehöft Nr. 22

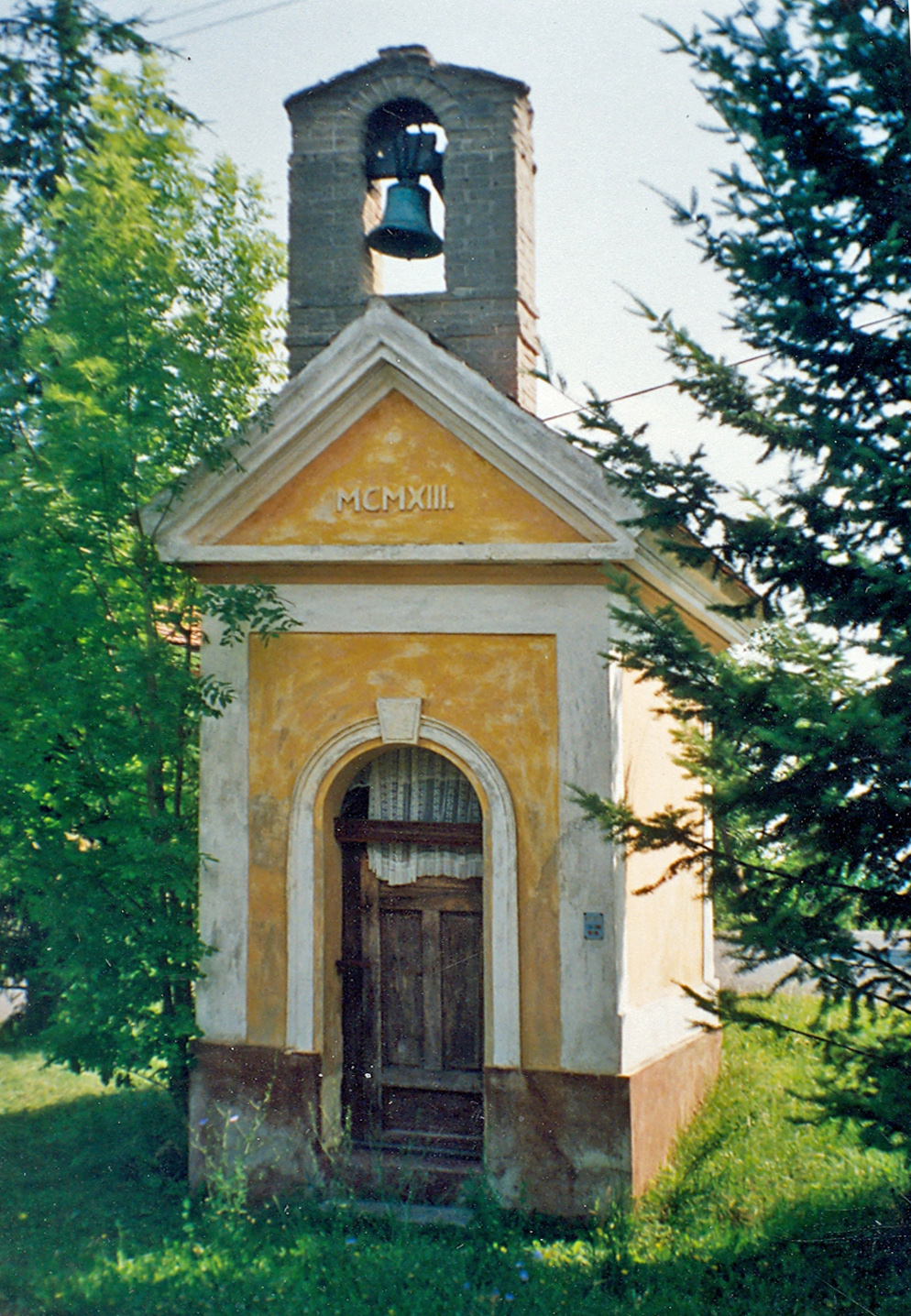
Kapelle der hl. Apollonia

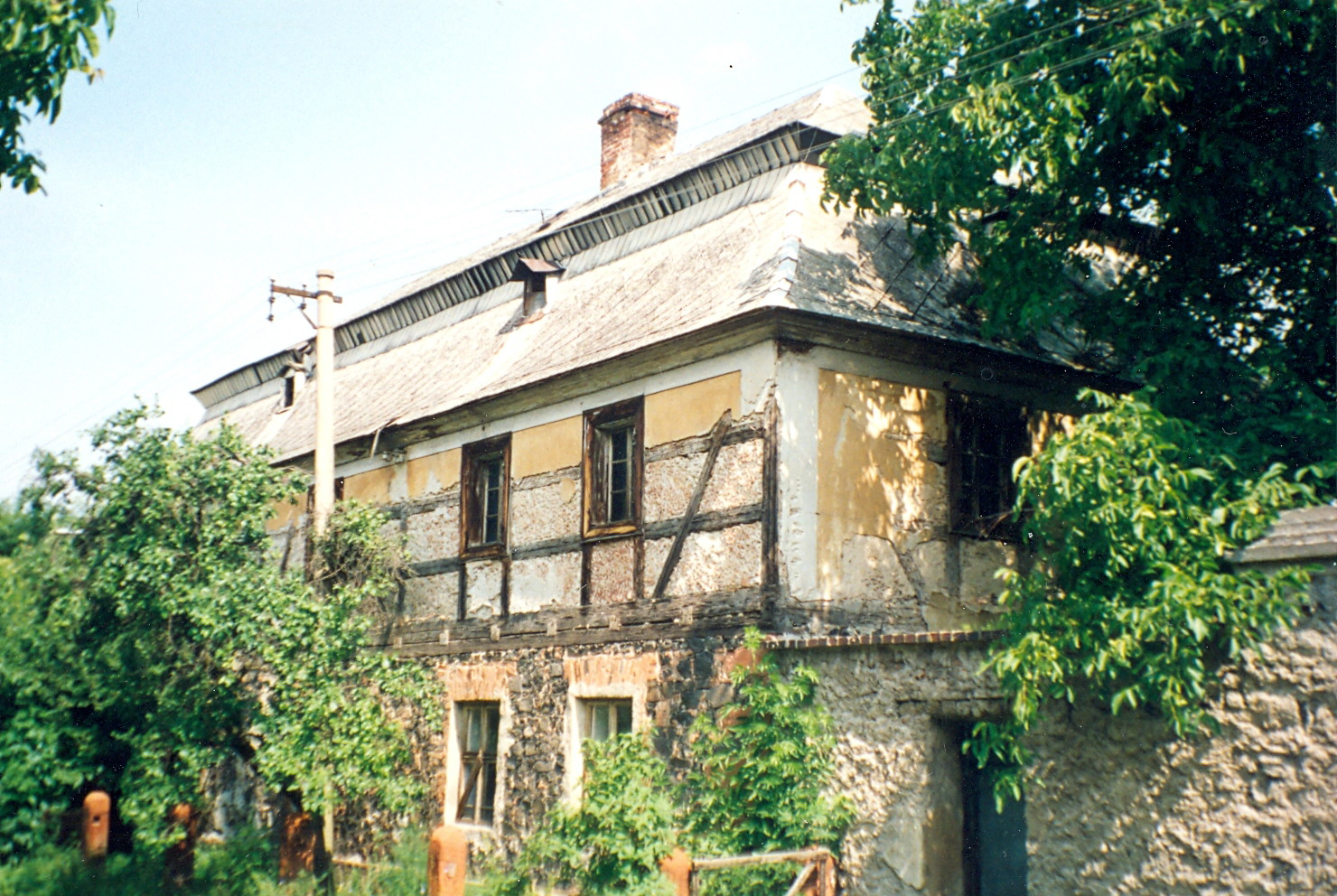
Gehöft Nr. 19

Chrašťany (deutsch Groschau) ist ein Ortsteil der Gemeinde Krásný Dvůr (Schönhof) in Tschechien. Das Dorf liegt fünf Kilometer nordwestlich von Podbořany (Podersam) und gehört zum Okres Louny.

## Geographie
Das Angerdorf Chrašťany befindet sich am Rande des Saazer Beckens. Im Westen erheben sich der Kozel (Boxberg; 364 m n.m.) und der V Křovinách (359 m n.m.). Östlich des Dorfes verläuft die Bahnstrecke Kaštice–Kadaň-Prunéřov.
Nachbarorte sind Vitčice (Groß Witschitz) und Nové Třebčice (Deutsch Trebetitsch) im Norden, Veliká Ves (Michelsdorf) und Zlovědice (Lobeditz) im Nordosten, Vysoké Třebušice (Hohen Trebetitsch) im Osten, Krásný Dvůr im Südosten, Buškovice (Puschwitz) im Süden, Brody (Pröllas) im Südwesten, Němčany (Niemtschau) und Mašťov (Maschau) im Westen sowie Vojtěchov (Albertihof) und Chotěbudice (Kettowitz) im Nordwesten.

## Geschichte
Die erste urkundliche Erwähnung des Dorfes erfolgte 1318. Chrašťany war im Mittelalter ein selbständiges Gut. Als Herrensitz soll am Struabächel zwischen dem Dorf und dem Hof auf einer Insel in einem Teich eine Wasserfeste gestanden sein, von der keine Spuren erhalten geblieben sind. Um 1550 gehörte das Gut dem Niklas Schirndinger von Schirnding, der es 1559 für 6000 Schock Meißner Groschen an die Besitzerin der Herrschaft Mašťov (Maschau), Ursula Schenk von Schenkenstein, verwitwete Lobkowitz von Hassenstein verkaufte. Nach der Schlacht am Weißen Berg zog sich der Besitzer der Herrschaft Maschau, Johann Heinrich von Stampach, die besondere Ungnade der Sieger zu, weil er 1619 König Friedrich I. auf Schloss Maschau beherbergt hatte. 1622 wurde sein gesamter Besitz konfisziert und im Jahr darauf an den kaiserlichen General Wilhelm Verdugo di Fauleria verkauft, der Maschau mit der Herrschaft Duppau und dem Gut Neprowitz vereinigte. Nach dem Dreißigjährigen Krieg wurde Groschau wieder zum selbständigen Gut, zu dem 1654 u. a. das Dorf Gässing und ein Anteil von Michelsdorf gehörten. Später erwarben die Herren Czernin von und zu Chudenitz das Gut und schlugen es ihrer Herrschaft Schönhof zu. 1787 bestand Kroschau bzw. Groschau aus 23 Häusern. 1845 fiel das Czerninsche Familienfideikommisserbe Eugen Czernin von und zu Chudenitz zu.
Im Jahre 1846 bestand das im Saazer Kreis gelegene Dorf Groschau aus 23 Häusern mit 138 deutschsprachigen Einwohnern. Im Ort gab es ein Wirtshaus, abseits lagen ein herrschaftlicher Meierhof und eine Schäferei. Mit dem Angerbusch, dem Quolabusch und dem Bocksberg lagen drei kleinere Wäldchen auf der Gemarkung, ansonsten bestand diese fast ausschließlich aus Ackerland. Der Große und der Kleine Groschauer Teich, beide nordwestlich des Dorfes gelegen, dienten der herrschaftlichen Fischwirtschaft. Pfarrort war Michelsdorf. Bis zur Mitte des 19. Jahrhunderts blieb Groschau der Fideikommissherrschaft Schönhof und Miltschowes untertänig.
Nach der Aufhebung der Patrimonialherrschaften bildete Groschau/Chrašťany ab 1850 eine Gemeinde im Gerichtsbezirk Podersam. 1868 wurde die Gemeinde Groschau dem Bezirk Podersam zugeordnet. 1869 bestand das Dorf aus 28 Häusern und hatte 241 Einwohner. Groschau lag im Bereich des Michelsdorfer Braunkohlenlagers, der Kohleabbau erfolgte seit dem 19. Jahrhundert. Zwischen 1882 und 1884 wurde die Lokalbahn Schönhof-Radonitz angelegt; der Streckenabschnitt zwischen Schönhof und Kettowitz führte jedoch ohne Halt an Groschau vorbei.
Im Jahre 1900 hatte Groschau 249 Einwohner, 1910 waren es 232. Außerhalb der Ortslage lagen der Meierhof, die Schäferei, ein Hegerhaus und das Steigerhaus. Die Braunkohlenförderung in der Zeche „Eugen“ war zu Beginn des 20. Jahrhunderts eingestellt. Nach dem Ersten Weltkrieg zerfiel der Vielvölkerstaat Österreich-Ungarn, das Dorf wurde 1918 Teil der neu gebildeten Tschechoslowakischen Republik. Beim Zensus von 1921 lebten in den 36 Häusern des Dorfes 262 Personen, davon 244 Deutsche und 18 Tschechen. Haupterwerbsquellen waren der Ackerbau, insbesondere von Gerste und Zuckerrüben, sowie die Viehzucht. Wiesenland gab es auf der Gemarkung kaum. 1930 lebten in den 40 Häusern von Groschau 219 Personen. Nach dem Münchner Abkommen wurde Groschau im Oktober 1938 dem Deutschen Reich zugeschlagen und gehörte bis 1945 zum Landkreis Podersam. 1939 hatte die Gemeinde 147 Einwohner. Nach dem Ende des Zweiten Weltkrieges kam Chrašťany zur wiedererrichteten Tschechoslowakei zurück. Nach der Aussiedlung der meisten deutschen Bewohner wurde das Dorf mit Tschechen wiederbesiedelt. 1950 lebten in den 39 Häusern von Chrašťany 117 Personen. Bei der Gebietsreform von 1960 erfolgte die Aufhebung des Okres Podbořany; Chrašťany wurde nach Krásný Dvůr eingemeindet und dem Okres Louny zugeordnet. Seit den 1970er Jahren ist ein zunehmender Bevölkerungsrückgang zu verzeichnen. 1991 bestand Chrašťany aus 27 Häusern und hatte 67 Einwohner. Beim Zensus von 2011 lebten in den 26 Häusern des Dorfes 53 Personen.

## Ortsgliederung
Chrašťany ist Teil des Katastralbezirkes Krásný Dvůr.

## Sehenswürdigkeiten
- Kapelle der hl. Apollonia auf dem Dorfplatz, errichtet 1913. Auf der Rückseite befindet sich eine Nische mit einer Statue des hl. Johannes von Nepomuk, die zuvor unter einer Linde gestanden war.
- Nischenkapelle der Jungfrau Maria, am Ortsausgang nach Krásný Dvůr
- Nischenkapelle, am Ortsausgang nach Brody
- Nischenkapelle der hl. Apollonia, südlich des Dorfes an der Straße nach Brody
- Gehöft Nr. 19 mit Fachwerkobergeschoss und Mansarddach, Kulturdenkmal